# Franz Salmhofer
Franz Salmhofer, né à Vienne (Autriche) le 22 janvier 1900 et mort dans cette ville le 22 septembre 1975, est un compositeur, chef d'orchestre et  poète autrichien.

## Récompenses et distinctions
- 1954 : Prix Karl Renner
- 1970 : Anneau d'honneur de la ville de Vienne (de)